# Las Labores
Las Labores ist ein Ort und eine Gemeinde (municipio) mit 547 Einwohnern (Stand: 2024) in der spanischen Provinz Ciudad Real der Autonomen Region Kastilien-La Mancha.

## Geografische Lage, Wirtschaft
Las Labores liegt etwa 57 Kilometer nordöstlich von Ciudad Real in einer Höhe von ca. 650 m.
Die Wirtschaft des Ortes basiert hauptsächlich auf der Produktion von Wein und Oliven Gezüchtet werden Geflügel, wie Hühner und Gänse, sowie Schweine und Schafe.

## Bevölkerungsentwicklung
| Jahr      | 1970 | 1981 | 1991 | 2001 | 2011 | 2021 |
| Einwohner | 881  | 691  | 695  | 671  | 650  | 564  |

## Sehenswürdigkeiten

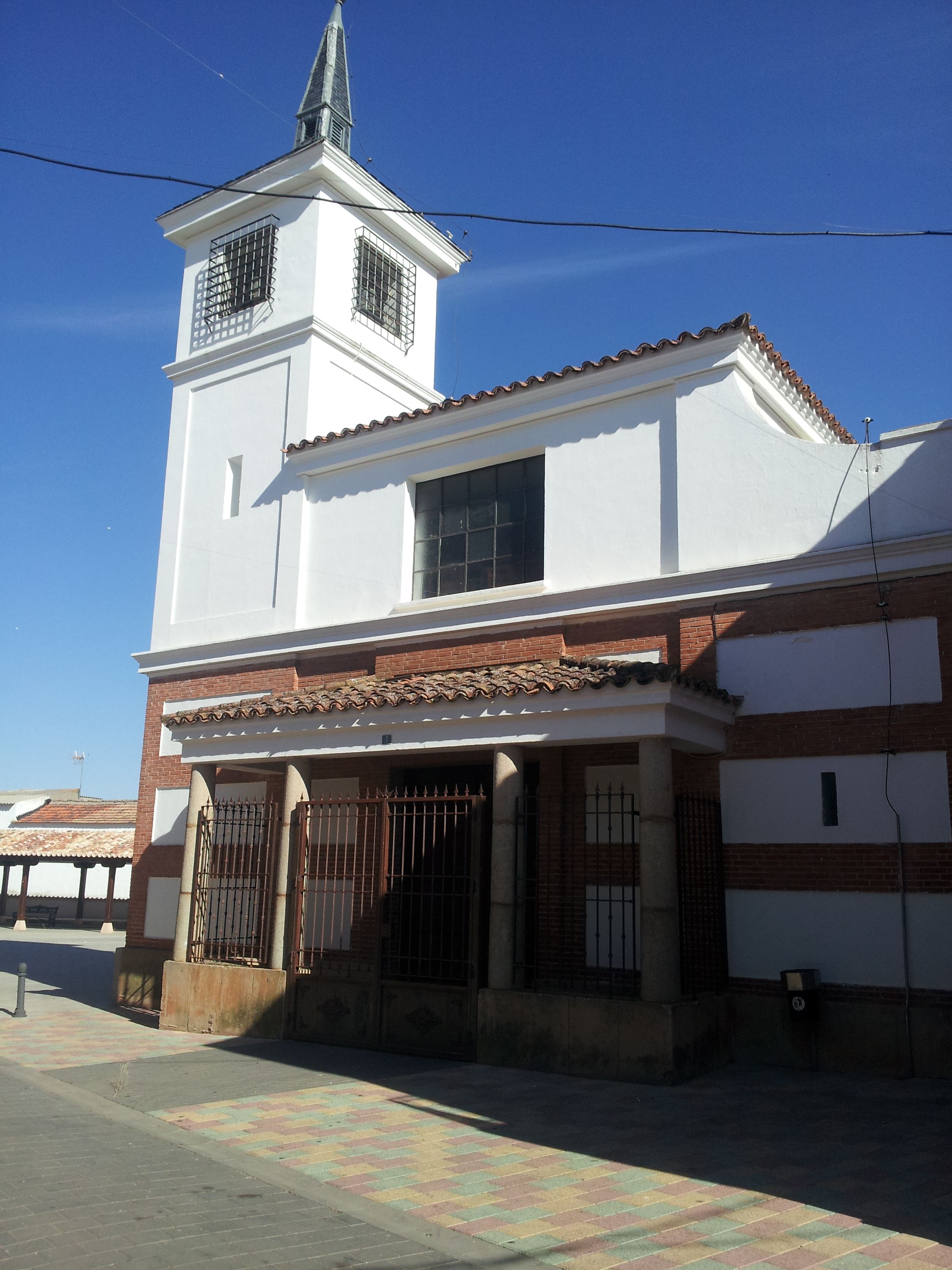
Kirche
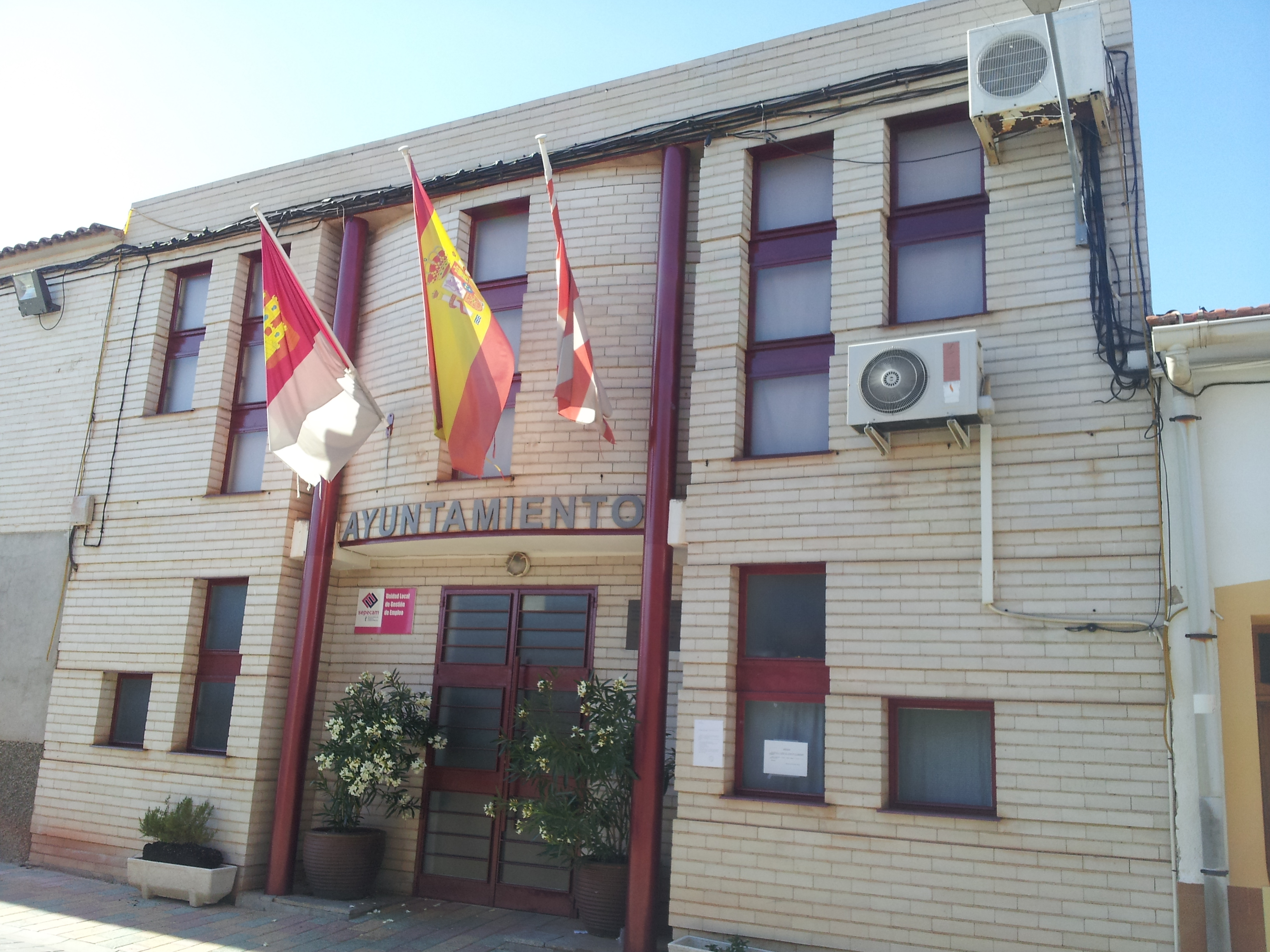
Rathaus

- Kirche
- Rathaus